# Йоганн Якоб Бальмер
Йоганн Якоб Бальмер (нім. Johann Jakob Balmer, 1 травня 1825, Лаузен — 12 березня 1898, Базель) — швейцарський математик і фізик.
Народився в родині судді. Навчався в університетах Карлсруе та Берліна, 1849 року захистив у Базелі докторську дисертацію про циклоїди. Решту життя провів у Базелі, де викладав у жіночій школі, а також читав лекції в Базельському університеті. У 1868 році одружився, мав шістьох дітей.
В основному займався діяльністю в галузі геометрії, але визнання здобула відкрита ним 1885 року формула, яка описувала спектральну серію атома водню, названу на його честь. Також на честь Бальмера названо один з кратерів на Місяці та астероїд.